# Algoritmo de multiplicación
En el algoritmo de multiplicación se multiplican por separado las centenas, decenas y unidades, es decir, que se descompone su factor.

## Multiplicación de dos enteros
El algoritmo estándar para multiplicar dos números enteros, requiere el aprendizaje previo de las tablas de multiplicar. La multiplicación se empieza desde la derecha, teniendo cuidado con la ley de los signos y con colocar las unidades de un orden bajo las unidades del mismo orden (unidades bajo unidades, decenas bajo decenas, centenas bajo centenas, etc.). Luego se suman los productos de cada cifra del segundo factor por todas las del primero.

### Ejemplo
Sea la multiplicación de 4103 como multiplicando y 254 como multiplicador.
Se coloca el multiplicador debajo del multiplicando, haciendo coincidir las columnas de las unidades por la derecha.

{\displaystyle {\begin{array}{rrrrrrr}&&&4&1&0&3\\\times &&&&2&5&4\\\hline \end{array}}}

Conforme a las tablas elementales, se multiplica la cifra de unidades (4)del multiplicador por cada una de las cifras del multiplicando, empezando por las unidades (3) acarreando, en su caso, las decenas (4 × 3 = 12, acarreo de 1 unidad) como suma al resultado de la multiplicación de la cifra siguiente [(4 × 0) + 1 = 1), 1 de acarreo], continuándose de igual forma con las demás cifras del multiplicando (4103 × 4 = 16412). Consideramos esta línea como línea provisional.

{\displaystyle {\begin{array}{rrrrrrr}&&&4&1&0&3\\\times &&&&2&5&4\\\hline &&1&6&4&1&2\\\end{array}}}

Se procede de igual forma con la cifra de las decenas del multiplicador con cada una de las cifras del multiplicando, si bien el resultado se escribe debajo de la fila anterior corriendo un lugar a la izquierda la cifra de las unidades. (4103 × 5 = 20515)

{\displaystyle {\begin{array}{rrrrrrr}&&&4&1&0&3\\\times &&&&2&5&4\\\hline &&1&6&4&1&2\\&2&0&5&1&5&\\\end{array}}}

Se continúa así con todas las cifras del multiplicador. (4103 × 2 = 8206)

{\displaystyle {\begin{array}{rrrrrrr}&&&4&1&0&3\\\times &&&&2&5&4\\\hline &&1&6&4&1&2\\&2&0&5&1&5&\\&8&2&0&6&&\\\end{array}}}

Finalmente se suman las cifras de cada una de las líneas provisionales, considerando los huecos de la derecha como ceros.

{\displaystyle {\begin{array}{rrrrrrr}&&&4&1&0&3\\\times &&&&2&5&4\\\hline &&1&6&4&1&2\\&2&0&5&1&5&\\&8&2&0&6&&\\\hline 1&0&4&2&1&6&2\\\end{array}}}

El resultado o Multiplicación es el que resulta de dicha suma (4103 × 254 = 1042162)

### Ejemplo 2
En este ejemplo se utiliza la multiplicación larga de multiplicar 23 958 233 (multiplicando) por 5 830 (multiplicador) y se llega al 139 676 498 390 como resultado del producto.

{\displaystyle {\begin{array}{rrrrrrrrrrrr}&&&&2&3&9&5&8&2&3&3\\\times &&&&&&&&5&8&3&0\\\hline \end{array}}{\begin{array}{l}\longleftarrow \;{\text{Multiplicando}}\\\longleftarrow \;{\text{Multiplicador}}\\\end{array}}}

Se realizan las operaciones:

{\displaystyle {\begin{array}{rrrrrrrrrrrr}&&&&2&3&9&5&8&2&3&3\\\times &&&&&&&&5&8&3&0\\\hline &&&&0&0&0&0&0&0&0&0\\&&&7&1&8&7&4&6&9&9&\\&1&9&1&6&6&5&8&6&4&&\\1&1&9&7&9&1&1&6&5&&&\\\hline 1&3&9&6&7&6&4&9&8&3&9&0\\\end{array}}{\begin{array}{l}\\\\\longleftarrow 23\;958\;233\times 0\\\longleftarrow 23\;958\;233\times 30\\\longleftarrow 23\;958\;233\times 800\\\longleftarrow 23\;958\;233\times 5.000\\\\\end{array}}}

Que dan como resultado:

{\displaystyle {\begin{array}{rrrrrrrrrrrr}&&&&2&3&9&5&8&2&3&3\\\times &&&&&&&&5&8&3&0\\\hline &&&&0&0&0&0&0&0&0&0\\&&&7&1&8&7&4&6&9&9&\\&1&9&1&6&6&5&8&6&4&&\\1&1&9&7&9&1&1&6&5&&&\\\hline 1&3&9&6&7&6&4&9&8&3&9&0\\\end{array}}{\begin{array}{l}\longleftarrow \;{\text{Multiplicando}}\\\longleftarrow \;{\text{Multiplicador}}\\\\\\\\\\\longleftarrow \;{\text{Producto}}\\\end{array}}}

### Multiplicación hindú o de Fibonacci

En primer lugar, se dibuja la tabla y se escriben los números que se multiplicarán alrededor de las filas y las columnas. A continuación, se rellenan las celdas con las decenas en los triángulos superiores y las unidades en los inferiores.

Por último, se suma siguiendo las líneas diagonales "llevándose" las decenas cuando es necesario, hasta obtener la solución.

La multiplicación hindú o de Fibonacci requiere la preparación de una tabla (una rejilla dibujada en un papel) que sirve de guía para el cálculo. Fue introducida en Europa en 1202 por Fibonacci en su Liber Abaci. Leonardo describió la operación como "cálculo mental", y utilizaba los dedos de las manos para realizar los cálculos intermedios. Napier también publicó este método en 1617, el año en que murió.
Como se muestra en el ejemplo, el multiplicando y el multiplicador se escriben encima y a la derecha de la tabla.
- Durante la fase de multiplicación, la tabla se rellena con los productos de los dígitos que señalan cada fila y columna, que arrojan números de dos dígitos: las decenas se escriben en la esquina superior izquierda de cada celda, y las unidades en la inferior derecha.
- Durante la fase de adición, se suma la tabla según las diagonales.
- Por último, si es necesario "llevarse" las decenas, se muestra la solución de arriba abajo y de izquierda a derecha del borde de la tabla, llevándose las decenas en sentido inverso, como en la multiplicación o en la suma habitual.

#### Ejemplo
Las imágenes de la derecha muestran cómo calcular 345 × 12 usando la multiplicación hindú. Como ejemplo más complejo, más abajo se muestra el cálculo de 23.958.233 por 5.830; el resultado es 139.676.498.390. Obsérvese que el número 23.958.233 se encuentra en la parte superior de la tabla, y que 5.830 está verticalmente en su lado derecho. Los productos llenan la tabla y la suma de estos productos (diagonalmente) se encuentran en el lado izquierdo y el inferior. A continuación estas sumas se agregan, como se muestra al multiplicar la división.
| 2 3 9 5 8 2 3 3 +---+---+---+---+---+---+---+---+- \|1 /\|1 /\|4 /\|2 /\|4 /\|1 /\|1 /\|1 /\| \| / \| / \| / \| / \| / \| / \| / \| / \| 5 01\|/ 0\|/ 5\|/ 5\|/ 5\|/ 0\|/ 0\|/ 5\|/ 5\| +---+---+---+---+---+---+---+---+- \|1 /\|2 /\|7 /\|4 /\|6 /\|1 /\|2 /\|2 /\| \| / \| / \| / \| / \| / \| / \| / \| / \| 8 02\|/ 6\|/ 4\|/ 2\|/ 0\|/ 4\|/ 6\|/ 4\|/ 4\| +---+---+---+---+---+---+---+---+- \|0 /\|0 /\|2 /\|1 /\|2 /\|0 /\|0 /\|0 /\| \| / \| / \| / \| / \| / \| / \| / \| / \| 3 17\|/ 6\|/ 9\|/ 7\|/ 5\|/ 4\|/ 6\|/ 9\|/ 9\| +---+---+---+---+---+---+---+---+- \|0 /\|0 /\|0 /\|0 /\|0 /\|0 /\|0 /\|0 /\| \| / \| / \| / \| / \| / \| / \| / \| / \| 0 24\|/ 0\|/ 0\|/ 0\|/ 0\|/ 0\|/ 0\|/ 0\|/ 0\| +---+---+---+---+---+---+---+---+- 26 15 13 18 17 13 09 00 | 01 002 0017 00024 000026 0000015 00000013 000000018 0000000017 00000000013 000000000009 0000000000000 -------------- 139676498390 |
| 2 3 9 5 8 2 3 3 +---+---+---+---+---+---+---+---+- \|1 /\|1 /\|4 /\|2 /\|4 /\|1 /\|1 /\|1 /\| \| / \| / \| / \| / \| / \| / \| / \| / \| 5 01\|/ 0\|/ 5\|/ 5\|/ 5\|/ 0\|/ 0\|/ 5\|/ 5\| +---+---+---+---+---+---+---+---+- \|1 /\|2 /\|7 /\|4 /\|6 /\|1 /\|2 /\|2 /\| \| / \| / \| / \| / \| / \| / \| / \| / \| 8 02\|/ 6\|/ 4\|/ 2\|/ 0\|/ 4\|/ 6\|/ 4\|/ 4\| +---+---+---+---+---+---+---+---+- \|0 /\|0 /\|2 /\|1 /\|2 /\|0 /\|0 /\|0 /\| \| / \| / \| / \| / \| / \| / \| / \| / \| 3 17\|/ 6\|/ 9\|/ 7\|/ 5\|/ 4\|/ 6\|/ 9\|/ 9\| +---+---+---+---+---+---+---+---+- \|0 /\|0 /\|0 /\|0 /\|0 /\|0 /\|0 /\|0 /\| \| / \| / \| / \| / \| / \| / \| / \| / \| 0 24\|/ 0\|/ 0\|/ 0\|/ 0\|/ 0\|/ 0\|/ 0\|/ 0\| +---+---+---+---+---+---+---+---+- 26 15 13 18 17 13 09 00 | = 139.676.498.390 |

### Multiplicación japonesa
Es un sistema de multiplicación con líneas escritas en un papel y opuestas que representan las cifras y se cortan en un ángulo de noventa grados. Contando las intersecciones se obtiene el resultado final.

## Multiplicación algebraica
Para multiplicar monomios no es necesario que sean semejantes. Para ello se multiplican los coeficientes, se deja la misma parte literal y se suman los grados. Ejemplo:
{\displaystyle (3xyz)\cdot (4x^{2}y^{3})=12x^{3}y^{4}z}

### Multiplicación de un polinomio y un monomio
Se multiplica cada término del polinomio por el monomio. Ejemplos:
{\displaystyle a(b+c)=ab+ac\,\!}
{\displaystyle 3bx(2a+b)=6abx+3b^{2}x\,\!}

### Multiplicación de dos polinomios
En resumen, se puede concluir con esta regla:
1. Se multiplica cada término del primer polinomio por cada término del segundo.
2. Se reducen los términos semejantes.

Así:
{\displaystyle (-3a)\cdot (-2b)=6ab\,\!}
{\displaystyle (-3a)\cdot (2b)=(-6ab)\,\!}

### Producto de números complejos
El producto de dos números complejos puede calcularse mediante la siguiente fórmula:
{\displaystyle (a+bi)(c+di)=(ac-bd)+i(bc+ad)\,\!}

## Multiplicación de números grandes
Existen diversos algoritmos que permiten multiplicar números grandes. El más rápido para los enteros que se manejan usualmente es el algoritmo de Schönhage-Strassen.